# Lisa Miskovsky
Lisa Miskovsky (Vännfors, 9 de março de 1975) é uma cantora sueca.

## Discografia

### Álbuns
| Ano  | Álbum                            | Charts         |
| Ano  | Álbum                            | Swedish Top 60 |
| ---- | -------------------------------- | -------------- |
| 2001 | Lisa Miskovsky                   | 23             |
| 2003 | Fallingwater                     | 1              |
| 2006 | Changes                          | 2              |
| 2008 | Last Year's Songs: Greatest Hits | 14             |
| 2011 | Violent Sky                      | --             |

### Singles
| Ano  | Título                      | Álbum                            | Charts        |
| Ano  | Título                      | Álbum                            | Sweden Top 60 |
| ---- | --------------------------- | -------------------------------- | ------------- |
| 2001 | "Driving One of Your Cars"  | Lisa Miskovsky                   | 14            |
| 2001 | "What If"                   | Lisa Miskovsky                   | 41            |
| 2002 | "Quietly"                   | Lisa Miskovsky                   | -             |
| 2003 | "Lady Stardust"             | Fallingwater                     | 6             |
| 2004 | "Sing to Me"                | Fallingwater                     | 26            |
| 2004 | "Brand New Day"             | Fallingwater                     | 59            |
| 2006 | "Mary"                      | Changes                          | 17            |
| 2006 | "Sweet Misery"              | Changes                          | 53            |
| 2006 | "Acceptable Losses"         | Changes                          | -             |
| 2008 | "Another Shape of My Heart" | Last Year's Songs: Greatest Hits | 45            |
| 2008 | "Still Alive"               | Mirror's Edge                    | 29            |